# Barañáin
Barañáin (spanska) eller Barañain (baskiska), officiellt Barañáin/Barañain, är en kommun i Spanien.   Den ligger i provinsen och regionen Navarra, i den nordöstra delen av landet, 300 km nordost om huvudstaden Madrid. Antalet invånare är 21 444.